# 單莖纖巨口魚
單莖纖巨口魚（学名：Leptostomias haplocaulus）为輻鰭魚綱巨口鱼目巨口鱼科的其中一種。分布於全球三大洋海域，為深海魚類，體長可達37.6公分。

## 扩展阅读
維基物種上的相關：單莖纖巨口魚